# EHF Champions League 2024-25 (kvinder)
EHF Champions League 2024-25 er den 32. udgave af EHF Champions League for kvinder, som er en turnering for de bedste håndboldklubber i Europa for kvinder og arrangeres af European Handball Federation.

## Turneringsformat
Turneringen starter med det indledende gruppespil med 16 hold, fordelt på to grupper, hvor der spilles alle mod alle, hjemme og ude. I gruppe A og B, kvalificerer de to øverste hold sig direkte til kvartfinalen, hvor hold rangeret 3. til 6. går ind i slutspillet.
Udslagsfasen inkluderer af fire runder: slutspillet, kvartfinalen og Final 4-turnering bestående af to semifinaler og finalen. I slutspillet parres otte hold mod hinanden i hjemme-og ude-kampe. De fire samlede vindere af slutspillet, går videre til kvartfinalen og slutter sig til de to øverste hold i gruppe A og B. De otte kvartfinalister er også parret mod hinanden i hjemme-og ude-kampe, hvor de fire samlede vindere kvalificerer sig til sidste Final 4-turnering i juni 2025.
I de sidste fire tilbageværende hold, spiller semifinaler og finale som enkeltkampe, i forbindelse med Final 4-eventet der afholdes i MVM Dome i Budapest, Ungarn.

## Deltagende hold

### Rangering
EHF udvælger de antallet af hold fra de enkelte deltagende lande på baggrund af sidste sæsons præstationer.
| Rangering | Forbund    | Gns. point | Hold |
| --------- | ---------- | ---------- | ---- |
| 1         | Norge      | 240.00     | 2    |
| 2         | Ungarn     | 182.00     | 2    |
| 3         | Frankrig   | 155.33     | 2    |
| 4         | Rusland    | 133.00     | 0    |
| 5         | Danmark    | 128.33     | 3    |
| 6         | Rumænien   | 113.00     | 3    |
| 7         | Slovenien  | 85.00      | 1    |
| 8         | Montenegro | 71.67      | 1    |
| 9         | Tyskland   | 61.33      | 1    |

| Rangering | Forbund    | Gns. point | Hold |
| --------- | ---------- | ---------- | ---- |
| 10        | Kroatien   | 53.50      | 1    |
| 11        | Sverige    | 49.00      | 0    |
| 12        | Tyrkiet    | 48.00      | 0    |
| 13        | Tjekkiet   | 46.00      | 0    |
| 14        | Alle andre | 0.00       | 0    |

## Teams
I alt ansøgte 19 for en plads, hvoraf ni af dem var sikret på forhånd. D. 21. juni 2024 var listen for de deltagende hold offentliggjort.
| Team Esbjerg (1.)            | Nykøbing Falster Håndboldklub (1.) | Metz Handball (1.)         | HB Ludwigsburg (1.)             |
| FTC-Rail Cargo Hungaria (1.) | WHC Budućnost BEMAX (1.)           | Vipers Kristiansand (1.)   | CSM București (1.)              |
| RK Krim Mercator (1.)        | HC Podravka Vegeta (1.) WC         | Odense Håndbold (3.) WC    | Brest Bretagne Handball (2.) WC |
| Győri Audi ETO KC (2.) WC    | Storhamar HE (2.) WC               | CS Rapid București (2.) WC | CS Gloria Bistrița (3.) WC      |

- WC Wilcards, der blev accepteret